# Manila Esposito
Manila Esposito (* 2. November 2006 in Boscotrecase) ist eine italienische Turnerin.

## Werdegang
Manila begann ihre sportliche Karriere sehr früh, indem sie im Alter von nur fünf Jahren vom klassischen Tanz zum Turnen wechselte. Bei den Europameisterschaften 2023 in Antalya gewann Esposito die Silbermedaille im Mannschaftsmehrkampf und am Schwebebalken. Es folgten bei den Europameisterschaften 2024 in Rimini 4 Goldmedaillen. Bei den Olympischen Spielen 2024 in Paris gewann Esposito Silber im Mannschaftsmehrkampf und Bronze am Schwebebalken.